# 三菱商事テクノス
三菱商事テクノス株式会社（みつびししょうじてくのす）は、三菱商事によって設立された工作機械専門商社。

## 沿革
- 1971年 - 三菱商事工作機械株式会社として設立。
- 1995年 - バンコック駐在事務所設立。
- 2001年 - 社名を三菱商事テクノス株式会社に変更。
- 2006年 - エム・シー・マシンテック株式会社と合併。資本金を6億円に変更。
- 2012年 - インドネシア・ブカシに現地法人 PT. MC Technos Indonesia 設立。